# Olivier de la Marche
Olivier de la Marche (1425–1502) va ser un cronista, poeta i soldat en les darreres dècades d'independència del Ducat de Borgonya. Era popera Carles el Calb i després de la mort d'aquest va ocupar el càrrec important de maître d'hotel amb la seva filla Maria de Borgonya, i el seu espòs, i va ser enviat com ambaixador de França.
És ben conegut per les seves memòries, Mémoires de Messire Olivier de La Marche, publicades el 1562.

## Obres
- De la puissance de nature et comment les corps célestiaux gouvernent naturellement le monde
- Estat de la maison du duc de Bourgogne, 1474, véritable présentation de l'étiquette en usage à la cour bourguignonne
- Traité de la Manière de célébrer la noble fête de la Toison d'or
- La Source d'Honneur pour maintenir la corporelle élégance des Dames
- Traité et Avis de quelques gentilhommes sur les duels et gages de bataille
- Le chevalier délibéré (1483)[2]
- Le Parement et le Triomphe des Dames d'Honneur (1501)
- Mémoires de Messire Olivier de La Marche,[3] annexades hi ha una Introduction destinada a l'educació del jove Philippe le Beau